# August Reineccius von Callenberg
August Reineccius Carl Graf von Callenberg (* 14. Juni 1722; † Oktober 1795 in Dresden) war ein kurfürstlich-sächsischer Generalleutnant der Kavallerie und Kammerherr.

## Leben und Werk
Er stammte aus der gräflichen Familie von Callenberg und war der Sohn von August Heinrich Gottlob Graf von Callenberg (1695–1766) auf Jahnishausen und Charlotte Katharina, geb. von Bose († 1766). Er trat in den Dienst des König-Kurfürsten August II. und dessen Nachfolger Kurfürst Friedrich August III. von Sachsen, dessen Generaladjutant er wurde und der ihn nach 1765 zum Generalleutnant seiner Armee beförderte. Im Dezember 1769 kam er als kursächsischer außerordentlicher Gesandter nach Kopenhagen.